# Idrissa Camará
 (janvier 2013).
Idrissa Camará est un  footballeur international bissau-guinéen né le 30 octobre 1992 à Bissau. Il évolue au poste de milieu droit au F.C. Mazara Calcio (it).

## Biographie
Idrissa Camará signe un contrat professionnel avec le RCS Visé en 2012 et joue son 1er match en D2 belge avec ce club. 
Le 16 novembre 2010, il honore sa première sélection en équipe nationale de Guinée-Bissau en disputant un match amical face au Cap-Vert. 